# BP Gelsenkirchen
Die BP Gelsenkirchen GmbH stellt die Mitarbeiter für die Ruhr Oel-Erdölraffinerien in Gelsenkirchen. Sie beschäftigt ca. 1750 Mitarbeiter an den Standorten in Gelsenkirchen. Die Werke der Ruhr Oel in Gelsenkirchen-Scholven und Gelsenkirchen-Horst haben eine Gesamtfläche von etwa 360 ha und eine Produktionskapazität von 12,9 Mio. t/Jahr. Die Entfernung zwischen den Werken beträgt ca. 7 km. Den Betrieb leitet die BP Gelsenkirchen GmbH, eine Tochter der BP Refining & Petrochemicals GmbH (BP RP, 100%ige Tochter der Deutschen BP).

## Geschichte

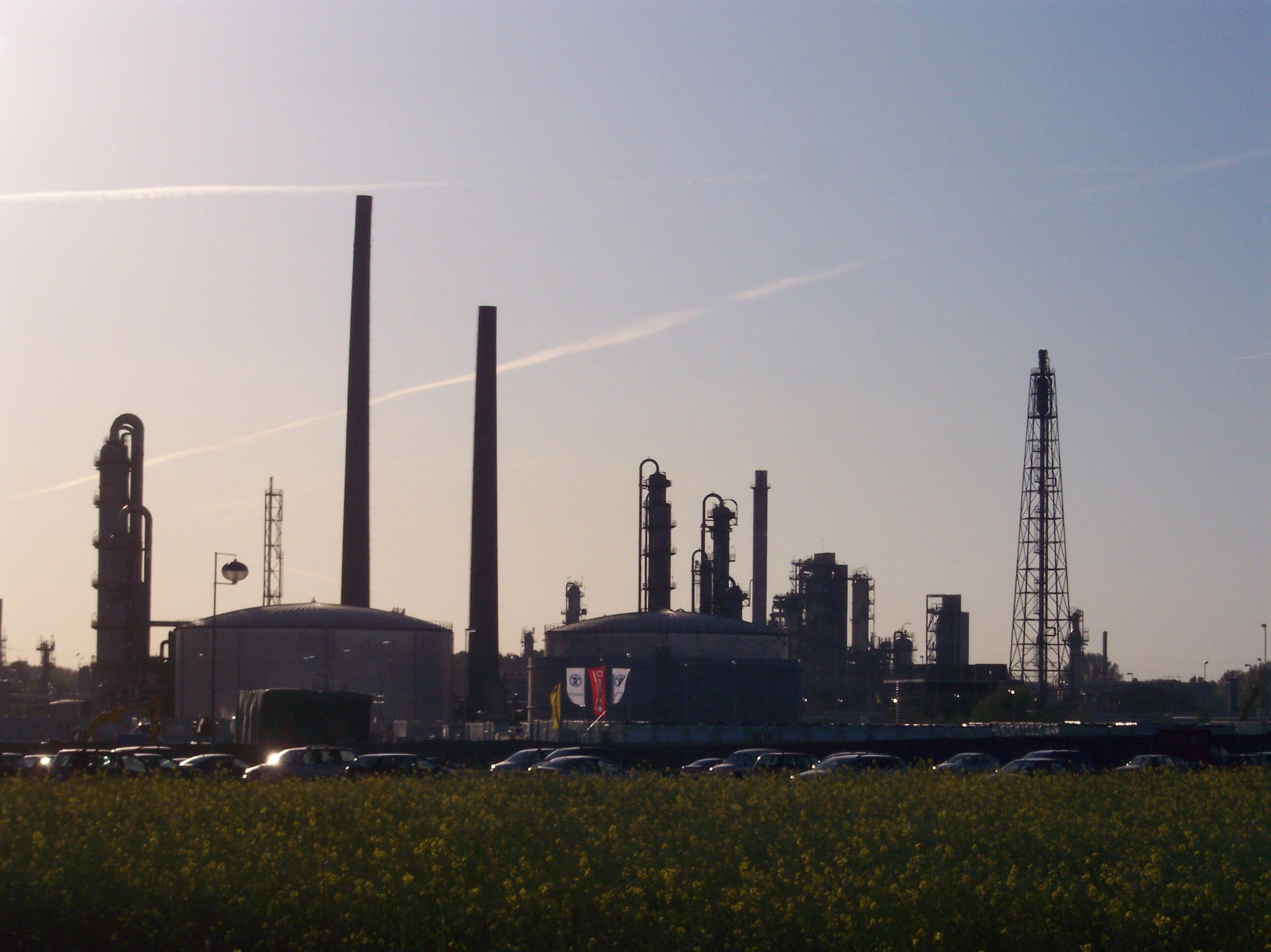
Werksanlage Linnenbrinksweg

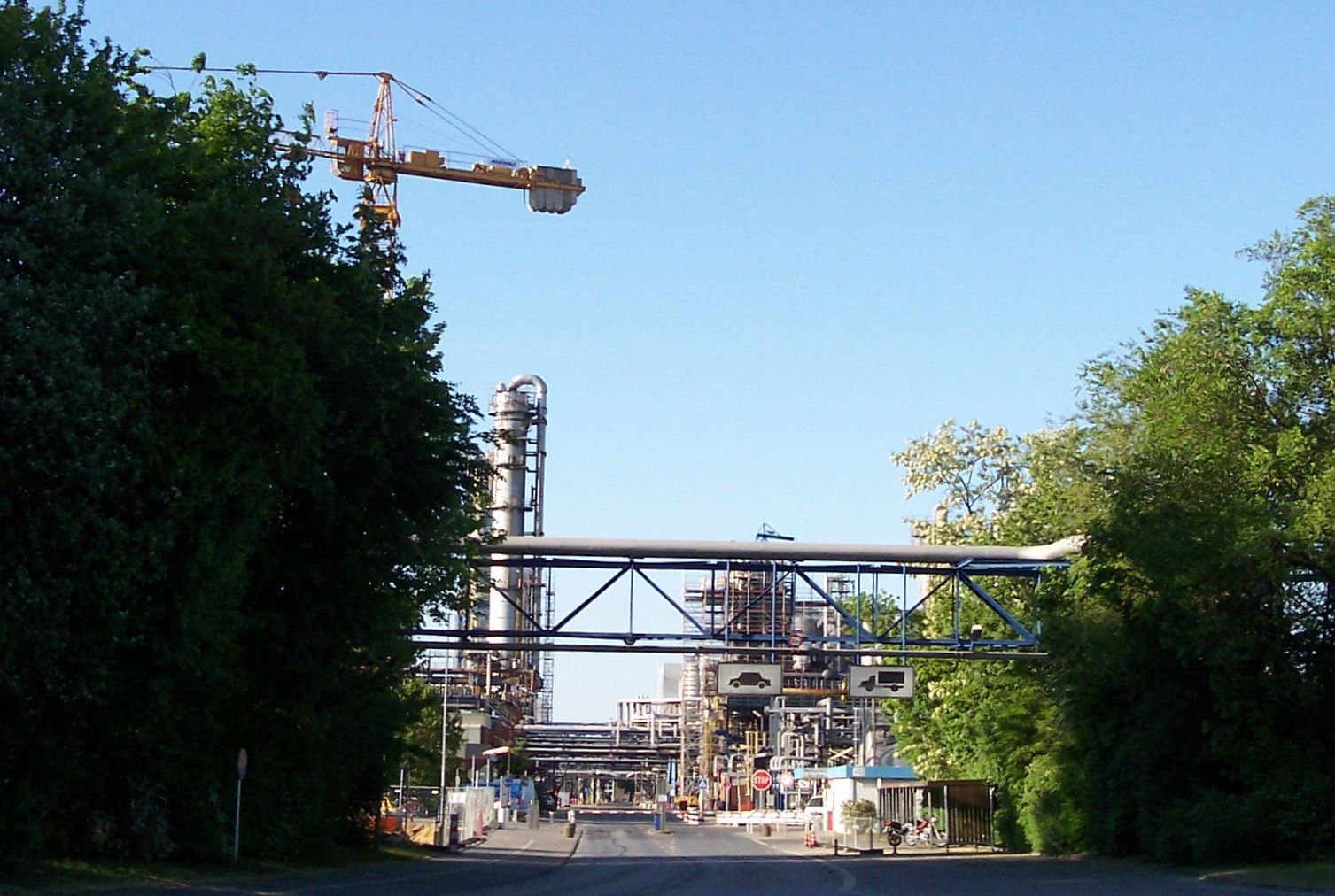
Tor Süd der Anlagen Feldhauser Straße

Am 16. Juli 1935 gründete die Hibernia AG die Hydrierwerk Scholven AG, in deren Hydrierwerk 1936 die Kohleverflüssigung von Steinkohle nach dem Verfahren der I.G. Farben gelang. Am 18. Dezember 1936 gründete die Gelsenkirchener Bergwerks-AG die Gelsenberg-Benzin AG in Horst, in deren Werk die Kohleverflüssigung 1939 gelang. 1938 stellte das Werk Scholven die Produktion von bisher 200.000 t/Jahr Benzin auf 180.000 t/Jahr höheroktaniges Flugbenzin um. Das Hydrierwerk Scholven produzierte im Jahr 1943 mit 5907 Mitarbeitern 216.500 t Treibstoffe.
Die kriegswichtigen Betriebe in Scholven und Horst wurden bereits seit Mai 1940 von den Alliierten aus der Luft angegriffen, die Luftangriffe nahmen im Sommer 1944 zu. Gegen Ende des Zweiten Weltkriegs waren beide Werke durch mehr als 5000 Bomben fast völlig zerstört worden. Der Wiederaufbau lief nur schleppend an. 1950 wurde die Kraftstoffproduktion im Werk Horst wieder aufgenommen, nun jedoch auf Grundlage von Erdöl statt Kohle. 1951 nahm auch das inzwischen in Scholven Chemie AG umbenannte Hibernia-Werk Scholven die Produktion auf und stellte sie ein Jahr später ebenfalls auf Erdöl um. Die Scholven Chemie beteiligte sich 1958 an der Rohölpipeline von Wilhelmshaven ins Ruhrgebiet, der Nord-West-Oelleitung.
1959 begann im Scholven-Chemie-Werk die Polyethylen-Produktion, 1962 mit Ethylen und Propylen die Petrochemie, 1963 die Olefin-Produktion. Das unwirtschaftliche Hydrierwerk in Scholven wurde 1964 stillgelegt. 1967 erwarben die Scholven Chemie AG und die Gelsenberg Benzin AG jeweils 28 % der Aral AG. Die Scholven Chemie übernahm ein Jahr später das Chemiewerk Ruhr Oel.
1969 ging die Hibernia AG im VEBA-Konzern auf, die Scholven-Chemie AG wurde daraufhin in Veba Chemie AG umbenannt. 1975 wurde die Chemie- und Mineralölproduktion der Gelsenberg AG von der VEBA übernommen. Die beiden nun zum VEBA-Konzern gehörenden Raffinerien Scholven und Horst wurden zu einem Produktionsverbund zusammengeschlossen. 1978 erfolgte die Umbenennung der Veba Chemie AG in Veba Oel AG, die Chemieaktivitäten wurden an die Chemische Werke Hüls AG (CWH) übertragen.
Die Veba Oel-Raffinerien Scholven und Horst wurden 1983 in die Ruhr Oel eingebracht, an der die Veba Oel AG und Petróleos de Venezuela (PDVSA) mit je 50 % beteiligt waren. Im gleichen Jahr begannen Anlagen zum Hydrocracken und zur Schwerölhydrierung den Betrieb im Werk Scholven.
1999 wurde die Veba Oel Verarbeitungsgesellschaft (VVG) gegründet, 2000 die Veba Oil Refining & Petrochemicals (VORP). Der VEBA-Konzern fusionierte mit der VIAG zur E.ON AG. Am 1. Februar 2002 erwarb die Deutsche BP AG 51 % der Veba Oel AG, im Juli übernahm sie auch die übrigen 49 % von der E.ON AG. Demgemäß wurde die VVG in BP Gelsenkirchen GmbH und die VORP in BP Refining & Petrochemicals GmbH (BP RP) umbenannt.
Zum 1. Januar 2007 wurde die Produktionsstätte in Münchsmünster (Olefine) an Basell übertragen. Im Oktober 2010 verkaufte PDVSA seinen 50 % Anteil an der Ruhr Oel an den staatlichen russischen Ölkonzern Rosneft für 1,6 Mrd. US-Dollar. Am 19. Juni 2015 gaben BP und Rosneft eine Absichtserklärung bekannt, der zufolge die Ruhr Oel AG umstrukturiert werden soll. Die Raffinerie Gelsenkirchen soll demzufolge zu 100 % an BP gehen, während Rosneft im Gegenzug die Beteiligungen an den Raffinerien MiRO (Karlsruhe), PCK (Schwedt/Oder) sowie der Bayernoil (Vohburg/Donau) erhält.
Am 6. März 2024 gab das Unternehmen bekannt, „ab 2025 in einem ersten Schritt planmäßig zunächst fünf Anlagen in den Werken Horst und Scholven außer Betrieb“ zu nehmen. Presseberichten zufolge sollen ca. 230 Arbeitsplätze wegfallen. Auslöser hierfür sei die rückläufige Nachfrage nach konventionellen Treibstoffen wie Diesel und Benzin. Mittlerweile ist man aber von den Stilllegungsplänen zum Teil wieder abgerückt, will aber trotzdem weiteres Personal abbauen.
Am 6. Februar 2025 gab der BP-Konzern bekannt, den Markt für einen möglichen Verkauf der Ruhr Oel AG sondieren zu wollen.

## Produktion
Die BP Gelsenkirchen hat eine Rohöldestillationskapazität von 12,9 Mio. t/Jahr und eine petrochemische Produktionskapazität von 3,9 Mio. t/Jahr (2004). Täglich werden etwa 17 Mio. Liter Kraftstoffe produziert. Seit 2004 werden unter anderem die hochwertigen Ultimate-Kraftstoffe produziert, es werden außer den unten aufgeführten auch einige andere Produkte hergestellt.
| Produkt                    | Anteil an der Gesamtproduktion im Werk Horst |
| -------------------------- | -------------------------------------------- |
| Dieselkraftstoff           | 22,4 %                                       |
| Eigenverbrauch / Sonstiges | 16,5 %                                       |
| Ottokraftstoffe            | 14,8 %                                       |
| Heizöl                     | 12,5 %                                       |
| Olefine                    | 11,0 %                                       |
| Aromaten                   | 9,6 %                                        |
| Kerosin                    | 5,9 %                                        |
| Bitumen                    | 3,0 %                                        |
| Petrolkoks                 | 2,2 %                                        |
| Methanol                   | 1,9 %                                        |
| Ammoniak                   | 1,5 %                                        |

- Werk Scholven: 51° 36′ 3,5″ N, 7° 1′ 39,5″ OKoordinaten: 51° 36′ 3,5″ N, 7° 1′ 39,5″ O
- Werk Horst: 51° 32′ 14,5″ N, 7° 2′ 51,5″ O

## Schornsteine
In den Werken existieren folgende Schornsteine mit einer Höhe von über 100 Metern:

### Werk Horst
| Höhe  | Lage                   |
| ----- | ---------------------- |
| 140 m | 51.539819 N 7.043730 O |

### Werk Scholven
| Höhe    | Lage                   |
| ------- | ---------------------- |
| 130 m   | 51.608639 N 7.020583 O |
| 120 m   | 51.591842 N 7.028499 O |
| 112,5 m | 51.607800 N 7.027629 O |
| 112,5 m | 51.607600 N 7.027634 O |
| 110 m   | 51.597747 N 7.021877 O |
| 110 m   | 51.597580 N 7.024708 O |